# Раде Кончар (ТВ серија)
„Раде Кончар” је југословенска телевизијска серија снимљена 1983. године у продукцији ТВ Загреб.

## Улоге
| Глумац            | Улога       |
| ----------------- | ----------- |
| Дарко Стажић      | Раде Кончар |
| Љиљана Благојевић |             |
| Младен Будишчак   |             |
| Борис Бузанчић    |             |
| Вања Драх         |             |
| Мато Ерговић      |             |
| Емил Глад         |             |
| Иво Грегуревић    |             |
| Илија Ивезић      |             |
| Свен Ласта        |             |
| Звонко Лепетић    |             |
| Мустафа Надаревић |             |
| Марко Николић     |             |
| Фабијан Шоваговић |             |
| Круно Валентић    |             |

Комплетна ТВ екипа  ▼
| Редитељ    | Дејан Шорак |
| Сценариста | Дејан Шорак |